# قبة فلكية

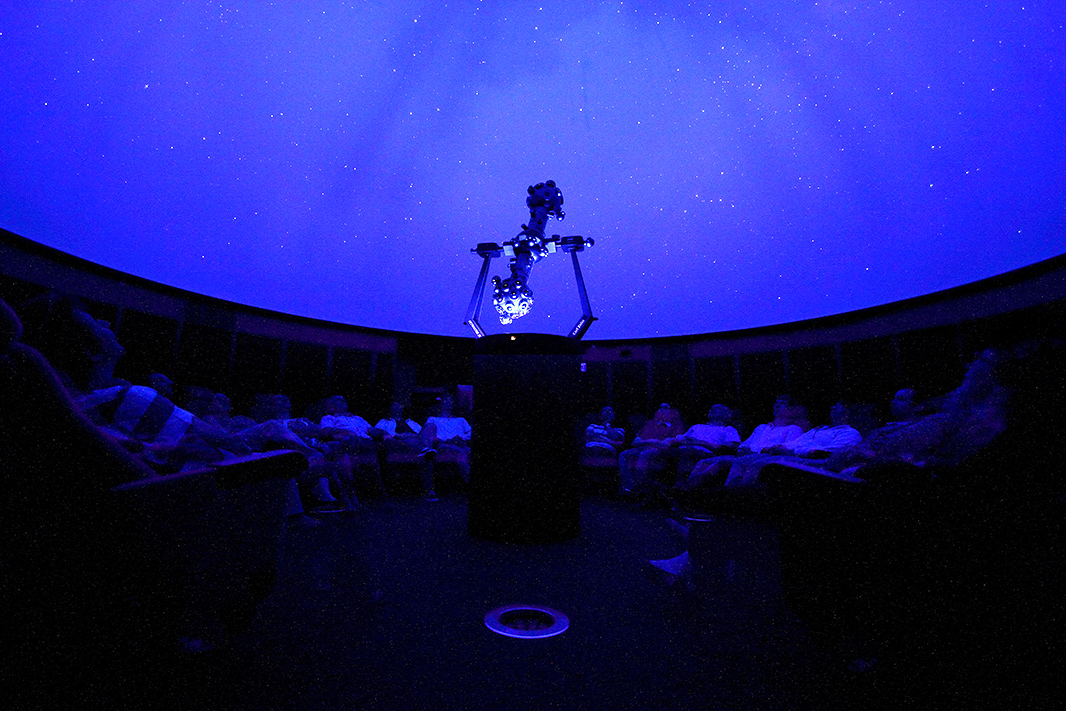
عرض القبة السماوية في مفلاك مدينة ريمز. (أنقر لتكبير الصورة)

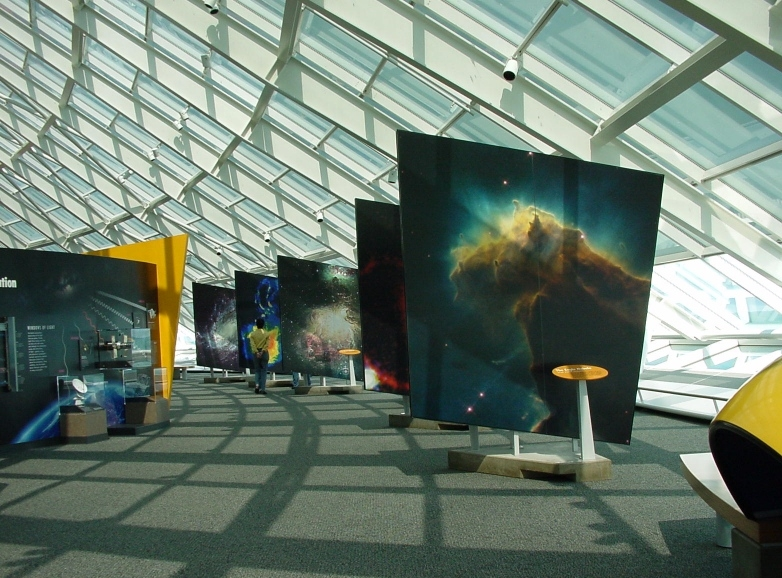
داخل مفلاك أدلر في شيكاغو؛ جزء عرض الصور.

القُبَّة الفلكية هو مسرح بني أساسا لتقديم عروض تعليمية وترفيهية فلكية وتمثيل سماء الليل، أو بهدف التدريب على الملاحة السماوية. وتكون السمة الغالبة على معظم المفلاك هي القبة على شكل شاشة عرض لمشاهد النجوم، والكواكب وغيرها من الأجسام السماوية حيث تصنع بشكل يحاكي الحركة المعقدة للأجرام السماوية. من الممكن إنشاء المشاهد السماوية باستخدام مجموعة واسعة من التقنيات التي تجمع بين التقنيات البصرية والميكانيكية والكهربائية مثل آلة عرض الشرائح، والفيديو أنظمة العرض الضوئي لكامل القبة، وأجهزة الليزر. وأيا كانت التكنولوجيات المستخدمة، فإن الهدف من ذلك يكون هو عادة ربطها معا لتقديم صورة دقيقة عن الحركة النسبية للأجرام في السماء.
وأول من اخترع القبة الفلكية هو «عباس بن فرناس» وقد وُلِد في الاندلس وهو ايضًا من حاول الطيران لأول مرة ونجح في ذلك بعد 23 عامًا من المحاولة وكان ايضًا من أهم الشعراء في العصر الاموي.[بحاجة لمصدر]

## الأسماء
المِفلاك أو القبة الفلكية الاصطناعية أو القبة السماوية أو (بعدة لغات أجنبية: Planetarium، بلانيتاريوم)

## اقرأ أيضا
- قبة يينا السماوية
- القبة الفلكية في بغداد
- ساعة فلكية
- قبة أدلر السماوية
- قبة هامبورغ السماوية

## وصلات خارجية
- مجمع المفالك الدولي
- (WPD) قاعدة بيانات القباب السماوية العالمية